# Дилло Джеру, Яя
Яя Дилло Джеру Бетчи (фр. Yaya Dillo Djérou Bétchi, араб. يحيى ديلو جيرو‎; 18 декабря 1974 — 28 февраля 2024) — чадский политик, глава оппозиционной Социалистической партии без границ. Он был племянником предыдущего президента Чада Идриса Деби и двоюродным братом текущего президента Махамата Деби, а также главным оппонентом последнего на президентских выборах 2024 года. Вскоре после объявления даты выборов Дилло был убит в перестрелке с правительственными силами во время штурма ими офиса его партии.

## Ранние годы и образование
Родившийся 18 декабря 1974 года в Кауре (Эннеди-Эст, Чад) Дилло ещё подростком участвовал в наступлении, кульминацией которого стало свержение Идрисом Деби президента Хиссена Хабре в результате государственного переворота 1990 года.
Дилло получил степень бакалавра математики, а также в области электротехники и телекоммуникаций в Университете Оттавы.

## Гражданская война в Чаде (2005—2010)
14 октября 2005 года правительство Идриса Деби признало факт дезертирства в армии, особенно со стороны загава, этнической группы президента. Эти дезертиры находились под предводительством Дилло; базируясь в суданском регионе Дарфур. Дилло, бывший инженер по телекоммуникациям, покинул правящую партию Патриотического движения спасения и был провозглашён «президентом революционной коллегии», возглавив повстанческий альянс под названием «Платформа перемен, единства и демократии» (SCUD). Группа заявила о своих планах свергнуть правящего авторитарно Деби. В качестве условия для переговоров с правительством она потребовала освобождения всех политических заключенных.
Впоследствии Дилло сложил оружие и даже стал министром горнодобывающей промышленности и энергетики в правительстве Деби с сентября 2008 года по март 2009 года.

## Дипломат и оппозиционный политик
С 2018 по 2020 год Дилло был послом Чада в Экономическом и валютном сообществе Центральной Африки. Был уволен после начала пандемии COVID-19 за то, что критиковал «конфликт интересов» фонда Grand Cœur, которым управляет первая леди Хинда Деби Итно, и потребовал отстранить её от дублирования прерогатив профильного министерства. Фонд подал на него в суд за клевету.
28 февраля 2021 года правительственные силы ворвались в дом Дилло в Нджамене, убив пятерых его родственников, включая мать и сына. В заявлении властей говорится, что рейд был операцией по его аресту. В ходе завязавшегося боя ещё два человека были убиты и пятеро ранены. Опасаясь аналогичных последствий, на следующей неделе три кандидата отказались от участия в президентских выборах в знак протеста. Нападения на оппозиционеров были осуждены Африканским Союзом, а министр иностранных дел и международного сотрудничества Франции Жан-Ив Ле Дриан призвал провести беспристрастное расследование инцидента.
6 августа 2021 года Дилло был избран президентом Социалистической партии без границ (PSF) — политической силы левой оппозиции, декларирующей демократический социализм, борьбу с коррупцией и за децентрализацию. Он заменил основателя партии Динаму Дарама, отбывавшего тюремное заключение. После гибели Идриса Деби Дилло вознамерился бросить на следующих выборах вызов его сыну, чтобы прервать 33-летнее правление династии Деби.

## Убийство
В ночь с 27 на 28 февраля 2024 года в результате стрельбы возле штаб-квартиры спецслужбы Чада (Агентства национальной безопасности) в Нджамене погибло несколько человек. Правительство Чада обвинило в случившемся Социалистическую партию без границ, возглавляемую Дилло. Национальный прокурор Чада Умар Махамат Кеделайе заявил, что Дилло лично возглавлял налёт хорошо вооружённой группы на 11 автомобилях (и что его смерть была связана с нападением).
Это нападение произошло на следующий день после объявления даты президентских выборов (назначенных 6 мая) и после ареста члена партии Ахмеда Тораби, обвиняемого в подготовке покушения на председателя Верховного суда. Ожидалось, что главным среди оппозиционных претендентов будет Дилло, двоюродный брат президента Махамата Деби. Amnesty International заявила, что версия правительства о том, что произошло между атакой на Верховный суд и гибелью Дилло, не проясняет, что действительно произошло.
После того, как появились новости о стрельбе и аресте Тораби, Дилло заявил, что нападения были организованы правительством Чада. Дилло сообщил, что Тораби после ареста был убит силами безопасности. Родственники и однопартийцы отправились к зданию спецслужб Чада забрать его тело, но сами попали в засаду, устроенную солдатами, в результате чего несколько безоружных человек погибли.
В ответ офис Социалистической партии без границ был осаждён армией Чада на фоне беспорядков, связанных с выборами. Военная техника под шквальным обстрелом окружила штаб-квартиру партии, расположенную в доме генерала Сале Деби Итно — дяди Махамата Деби. По данным интернет-контроллера Netblocks, власти также ограничили подключение к сети.
Штурм партийного офиса привёл к гибели десятки однопартийцев Дилло. Партия указала, что её лидер также был убит республиканской гвардией. Всего за день до этого Дилло сообщал Французскому агентству печати, что его собираются «физически устранить». Министр связи Чада Абдераман Куламалла заявил, будто Дилло «не хотел сдаваться и открыл огонь по правоохранительным органам». В ответ на гибель Яя Дилло остальная оппозиция призвала к бойкоту выборов. Трое кандидатов сняли свои кандидатуры, включая экс-премьера Салеха Кебзабо из Национального союза за демократию и обновление. 13 марта 2024 года власти запретили и распустили Социалистическую партию без границ.